# Sebrus
Sebrus és un gènere d'arnes de la família Crambidae.

## Taxonomia
- Sebrus absconditus Bassi, 1995
- Sebrus amandus Bleszynski, 1970
- Sebrus argus Bassi, 1995
- Sebrus perdentellus (Hampson, 1919)
- Sebrus pseudosparsellus (Bleszynski, 1961)